# زاوية تالحكيم (آيت اهدى)
زاوية تالحكيم هو دُوَّار يقع بجماعة سيدي يعقوب، إقليم أزيلال، جهة بني ملال خنيفرة في المملكة المغربية. ينتمي الدوّار لمشيخة آيت اهدى التي تضم 11 دوار. يقدر عدد سكانه بـ 360 نسمة حسب الإحصاء الرسمي للسكان والسكنى لسنة 2004.

## روابط خارجية
- البوابة الوطنية للجماعات الترابية نسخة محفوظة 12 مارس 2018 على موقع واي باك مشين.
- المندوبية السامية للتخطيط